# اوورا
اوورا (Évora) یکی از شهرهای کشور پرتغال است که جمعیت آن در سال ۲۰۰۴ میلادی، ۴۶٬۴۱۷ بوده‌است.